# Lill-Raftsjön
Lill-Raftsjön är en sjö i Strömsunds kommun i Jämtland och ingår i Indalsälvens huvudavrinningsområde. Sjön har en area på 0,145 kvadratkilometer och ligger 414,1 meter över havet. Sjön avvattnas av vattendraget Raftan.

## Delavrinningsområde
Lill-Raftsjön ingår i det delavrinningsområde (705361-145930) som SMHI kallar för Utloppet av Stor-Raftsjön. Medelhöjden är 442 meter över havet och ytan är 21,82 kvadratkilometer. Det finns inga avrinningsområden uppströms utan avrinningsområdet är högsta punkten. Raftan som avvattnar avrinningsområdet har biflödesordning 3, vilket innebär att vattnet flödar genom totalt 3 vattendrag innan det når havet efter 247 kilometer. Avrinningsområdet består mestadels av skog (65 procent). Avrinningsområdet har 1,89 kvadratkilometer vattenytor vilket ger det en sjöprocent på 8,6 procent.